# Victoria Park (Dingwall)
Der Victoria Park ist ein Fußballstadion in der schottischen Stadt Dingwall, Council Area Highland. Es ist das im August 1929 eröffnete Heimstadion des Vereins Ross County, der in der Scottish Premiership spielt. Es hat eine Kapazität von 6.000 Sitzplätzen. 
Im Juli 2012 schloss der Verein einen Vertrag mit der Global Energy Group über das Namensrecht am Stadion. Die Heimat von Ross County trägt jetzt den Namen Global Energy Stadium. Nach dem Aufstieg 2012 in die Scottish Premier League investierte der Verein 1,7 Millionen £ (2,17 Mio. Euro) in die Renovierung der Spielstätte, um den Anforderungen der SPL zu entsprechen. Das Stadion ist jetzt mit 6.000 Sitzplätzen ausgestattet. Es wurden eine Rasenheizung und ein neuer Rasen verlegt, die Parkmöglichkeiten erweitert und die notwendigsten Arbeiten durchgeführt.
Der Rekordbesuch mit 8.000 Zuschauern stammt aus einem Pokal-Spiel gegen die Glasgow Rangers am 28. Februar 1966.

## Galerie

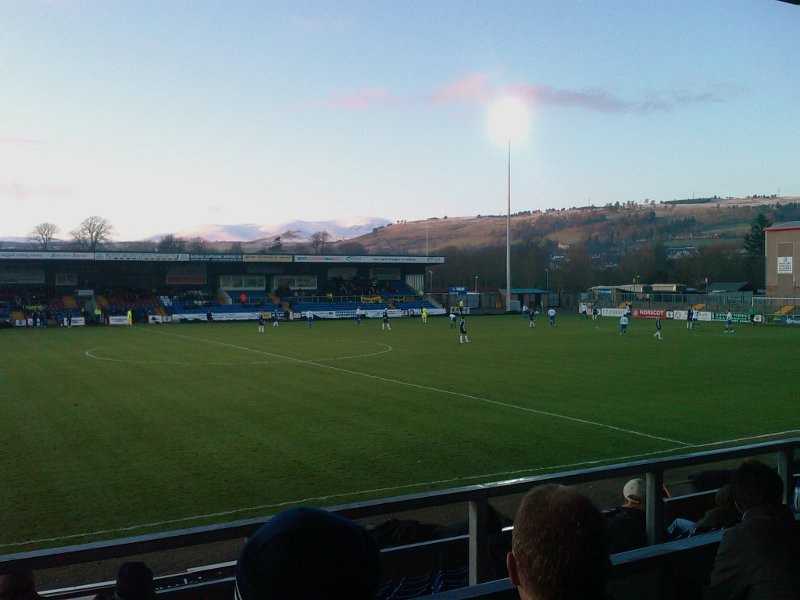
West Stand
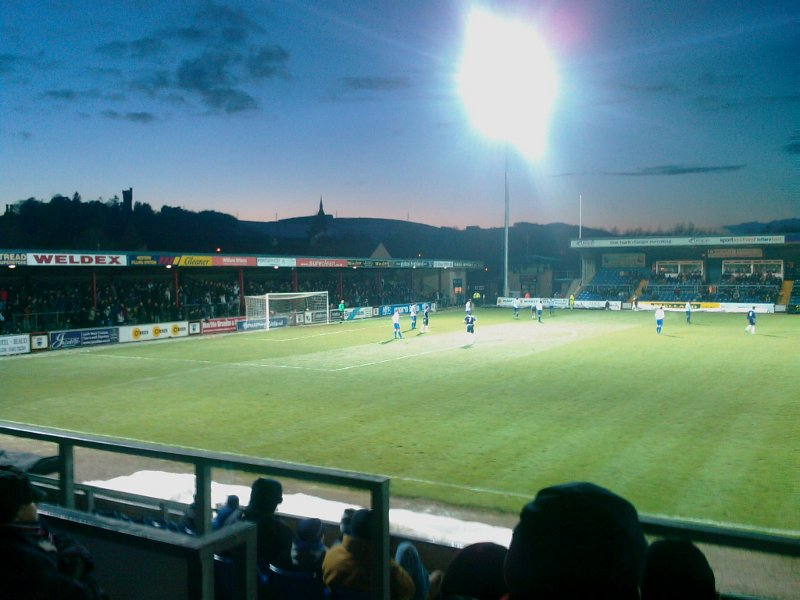
Jail End